# Kim Wall
Kim Wall   (Trelleborg, 23 de març de 1987 - Copenhaguen, 10 d'agost de 2017 ↔ 11 d'agost de 2017) fou una periodista independent sueca que va desaparèixer a bord de l'UC3 Nautilus, un minisubmarí de propietat privada de l'inventor danès Peter Madsen. L'11 d'agost de 2017, el minisubmarí de Madsen va naufragar en circumstàncies sospitoses després que hi hagués una denúncia per la desaparició de Wall; Madsen fou rescatat poc després del naufragi. Deu dies més tard, el tors de Wall (sense cap ni extremitats) fou trobat prop de la ciutat portuària danesa de Køge. Madsen fou acusat de l'assassinat de Wall, jutjat i condemnat a cadena perpètua per la justícia danesa.

## Infància i educació
Wall va créixer a Trelleborg, a la regió d'Escània, a sud de Suecia. Va estudiar relacions internacionals a la London School of Economics, graduant-se amb un títol de grau. Va continuar amb estudis de postgrau en periodisme i assumptes internacionals a la Universitat de Colúmbia a la ciutat de Nova York.

## Carrera periodística
Wall va treballar com a periodista independent i freelance. Els seus articles foren publicats a diaris de reconeixement com The Guardian, The New York Times, Harper's Magazine, la revista Time. El 2016, fou guardonada amb el Premi Hansel Mieth al Millor Reportatge Digital pel seu treball sobre el canvi climàtic i proves nuclears a les Illes Marshall.

## Desaparició i mort
La nit del 10 d'agost de 2017, al voltant de les 19:00 hora local (UTC + 2), Wall va anar a Refshaleøen (Copenhaguen, Dinamarca) per embarcar-se en el submarí UC3 Nautilus i entrevistar al seu propietari, l'inventor danès Peter Madsen que l'havia convidada. El UC3 Nautilus estava programat per navegar des de Copenhaguen a l'illa de Bornholm en una exhibició prevista per a l'endemà. No obstant això, Madsen va enviar un text notificant a la seva tripulació que el viatge havia estat cancel·lat. Quan Wall i Madsen no van tornar a port a l'hora acordada, la parella de Wall va alertar a les autoritats, poc després de la mitjanit de l'11 d'agost i es va iniciar una operació de recerca per terra i mar al port de l'estret de Øresund.
A les 10:30 del l'11 d'agost, es va fer contacte visual amb el UC3 Nautilus al far de Drogden a la badia de Køge, i es va establir contacte per ràdio. Segons Madsen, el submarí es dirigia cap al port. Uns trenta minuts més tard, el vaixell es va enfonsar de cop i volta i Madsen fou rescatat per un vaixell privat, que el va transportar a terra ferma. La policia sueca va declarar posteriorment a Kim Wall desapareguda. Aquest mateix dia, la policia danesa va acusar Madsen d'assassinat, sospitant que havia enfonsat intencionalment el UC3 Nautilus per amagar o destruir pruebas. Madsen va negar els càrrecs i va declarar que havia deixat a Wall a terra en Refshaleøen al voltant de les 22:30 de la nit anterior.
El UC3 Nautilus es va anar enfonsant fins a arribar a una profunditat de 7 metres (23 peus). Allí, fou abordat per bussejadors. No obstant això, no era possible entrar a l'UC3 Nautilus en les condicions en que es trobava, de manera que un vaixell de càrrega fou contractat per reflotar el submarí i permetre l'accés dels investigadors. El 12 d'agost, Madsen va dir al tribunal que instruïa el cas, que la mort de Wall havia estat accidental i que va optar per llançar el cos de la jove periodista al mar. El 14 d'agost, la policia va declarar que el submarí s'havia enfonsat a causa d'un acte deliberat. Set dies més tard, un tors de dona fou trobat per un ciclista a l'àrea on el UC3 Nautilus havia naufragat. La policia va identificar-lo com el cos de Wall el 23 d'agost,assegurant que havia estat «deliberadament mutilat». El 6 d'octubre, dos bussos de la policia danesa van trobar a la badia de Køge dues bosses de plàstic amb el cap, les cames i roba de Wall i un ganivet. Les borses també havien estat llastrades amb trossos de metall. En una conferència de premsa l'endemà del descobriment, la policia va anunciar que en una autòpsia realitzada sobre les restes no havia pogut determinar la causa de la mort, i que el seu cap no mostrava signes de fractures o traumatismes. El 30 de octubre, la policia va anunciar que Madsen havia canviat la seva declaració, i que ara assegurava que Wall havia mort per intoxicació per monòxid de carboni a bord del submarí en quedar-se atrapada, i que ell n'havia desmembrat el cos per facilitar la recuperació del cadàver.
La policia va trobar a l'ordinador personal de Madsen vídeos aparentment originals de dones sent torturades i assassinades, conegudes com a snuff movies i a bord del submarí ganivets, tornavisos i brides de plàstic. El judici pel crim va tenir lloc a la primavera de 2018 i Madsen fou condemnat a cadena perpètua per la seva tortura i assassinat.

## Repercussió mediàtica
L'assassinat de Kim Wall i la investigació portada a terme, principalment, per la policia danesa, varen tenir una gran repercussió mediàtica. Mitjans com la BBC o The New York Times en van fer un seguiment. L'any 2020, es va estrenar Efterforskningen, una sèrie danesa que recrea la investigació del cas protagonitzada per Pilou Asbæk i Søren Malling, si bé en cap dels capítols apareix el personatge de Kim Wall.